# 金の子牛

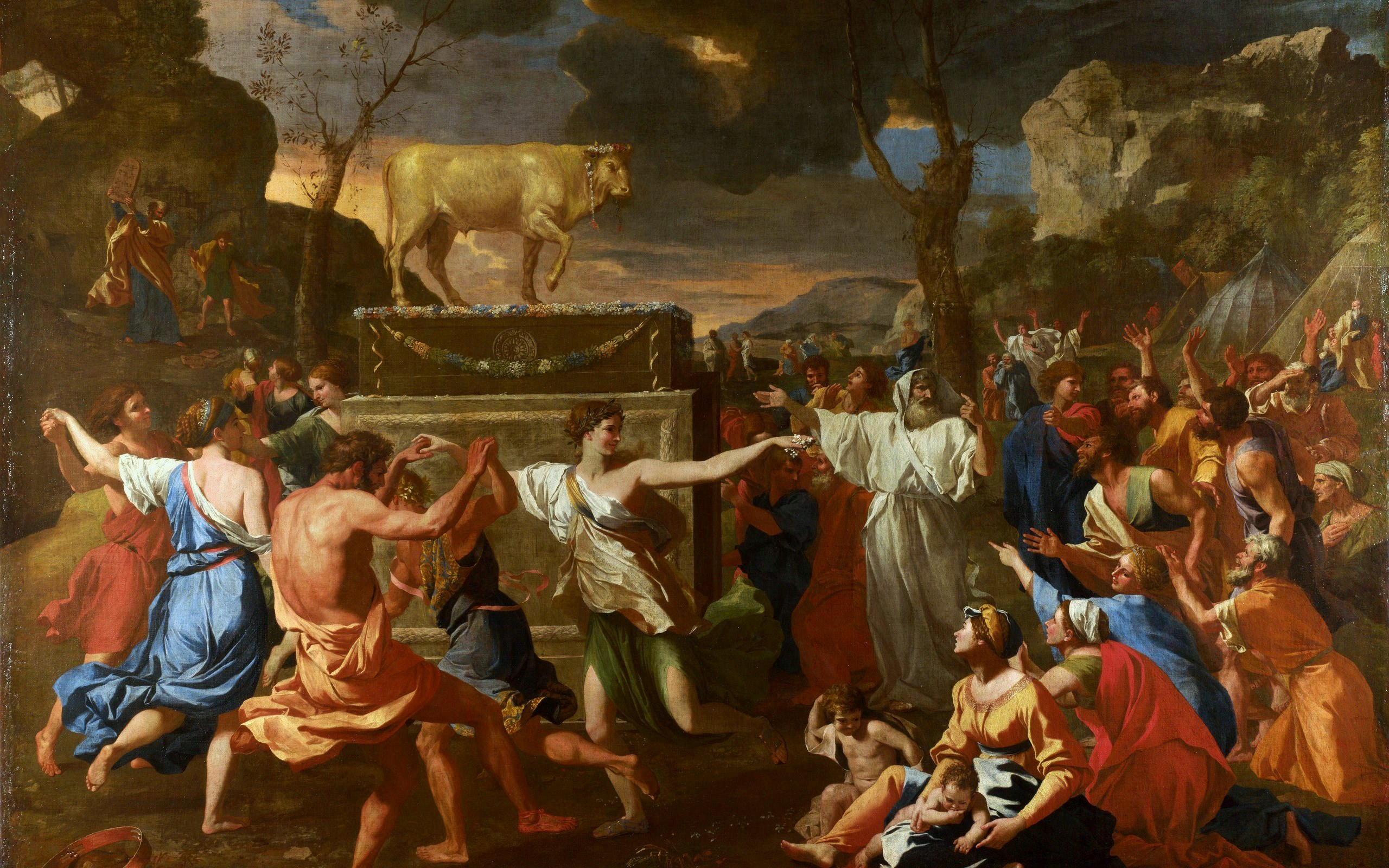
ニコラ・プッサンの1633年から1634年の絵画『黄金の子牛の礼拝』。ロンドン・ナショナル・ギャラリー所蔵。

金の子牛（きんのこうし、ヘブライ語: עגל הזהב）は、旧約聖書の『出エジプト記』32章に登場する牛を模った黄金の像である。カナンへ向かう途上のシナイ砂漠でイスラエル民族によって造られたとされ、同書では鋳造の子牛（עגל מסכה）とも呼ばれている。

## 概要
主はまたモーセに言いました。
「イスラエル人がどんなに強情で恩知らずの民か、よくわかった。 もう容赦はしない。こうなったら彼らを滅ぼし尽くす。じゃまをしてはならない。
モーセよ、あの者たちの代わりに、あなたを大きな国民にしよう。」

−「出エジプト記」
『出エジプト記』によると、モーセがシナイ山において神から十戒の石版を授与されるまでには40日の期間を要したとされているのだが、麓に残されたイスラエルの民は時間の経過と共に忍耐力を失い、ついには、モーセは死んだと思うようになった。不安になった民はアロンのもとに相談に出向き、苦肉の策として民族を導いてくれる新しい神の制作を懇願する。アロンはそれに応じ、全民衆から貴金属の提出を命じる。こうして鋳造の金の子牛が完成したのである。

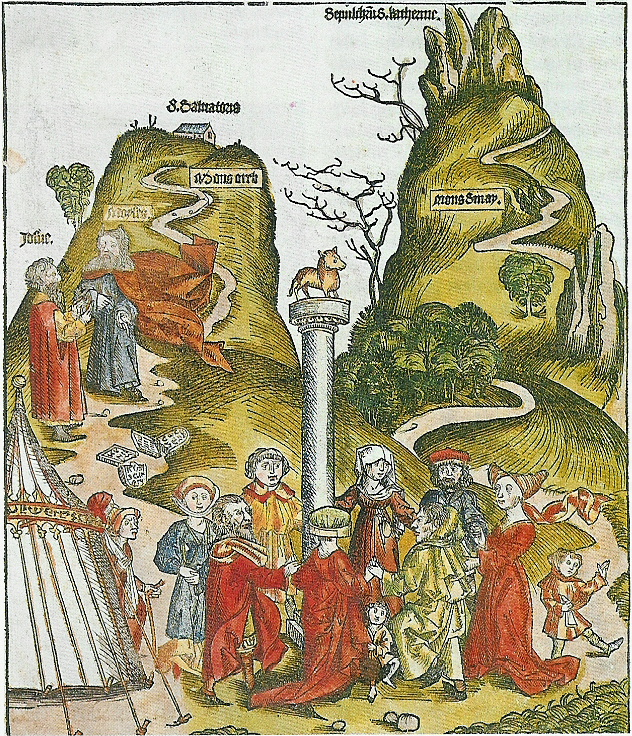
金の子牛 ニュルンベルク年代記の挿絵

これを知った神は激怒し、一刻も早く下山するようモーセに命じる。神は民を滅ぼし尽くすとまで言うが、モーセになだめられ思い直した。モーセが下山して宿営地に戻ったところ、民衆は宴に興じながら金の子牛を拝んでいた。怒りに満ちたモーセは十戒の石版を破壊するやいなや、金の子牛を燃やし、それを粉々に粉砕して水に混ぜ、イスラエルの民衆に飲ませた。そして彼はレビ族の者を集め、偶像崇拝に加担した民衆の殺害を命じる。同書では以下のように、そのとき死んだ民衆の数を3千人であったと述べられている。

モーセは彼らに言いました。
「イスラエルの神、主が言われる。『剣を持って野営地中を回り、兄弟だろうが、友人だろうが、知り合いだろうが、子牛を礼拝した者を殺しなさい』と。」 
彼らは命令どおりにしたので、その日、約三千人が死にました。
−「出エジプト記」

## 金の子牛の正体
旧約聖書・民数記に神を牛の角に例える部分があること等から、この金の子牛はユダヤ・キリスト教の唯一神であるヤハウェの原型だったと考えられている。即ち、金の子牛崇拝は異教の神を崇めるのではなく、偶像の姿で表されたヤハウェを崇めることだったのである。牡牛を崇拝する信仰自体は古代世界では決して珍しいものではなく、例えばメンフィスでは豊穣の神、聖牛アピスを守護神として奉っていた。サカーラにある王家の墓では、地下に埋葬された石棺の中から防腐処置を施された約60頭もの牡牛が発見されている。その各々が生神として扮せられており、傍らには双子の処女が殉葬されていた。また、牡牛はフェニキアのエル神やハダド神のシンボルでもある。
一般的な解説では、金の子牛が作られた理由にモーセの帰還が遅れたことを挙げるのだが、これは裏返せば、イスラエルの民衆がかねてより認識可能な民族の象徴、すなわち実体のある神を望んでいたことを意味している。モーセが示した実体のない神という新しい概念は、エジプトで生まれ育ち、エジプトでの宗教を体験した彼らにとっての神という概念に対して隔世の感があったに違いない。一説によれば、『出エジプト記』の幕屋建設に関する指示は、金の子牛の事件の反省から、より実体性のある信仰を民衆に与えざるを得なくなったからだとしている。

## その他
- 旧約聖書ではイスラエル民族によって金の子牛が鋳造された事例が他にも記録されている。それは統一国家分断後のイスラエルで、ヤロブアムがベテルとダンに設置した2体の金の子牛である。
- 金の子牛という概念は、今日においては単に偶像崇拝を意味しているだけではなく、物質崇拝、拝金主義、唯物論の比喩としても用いられている。